# InSight

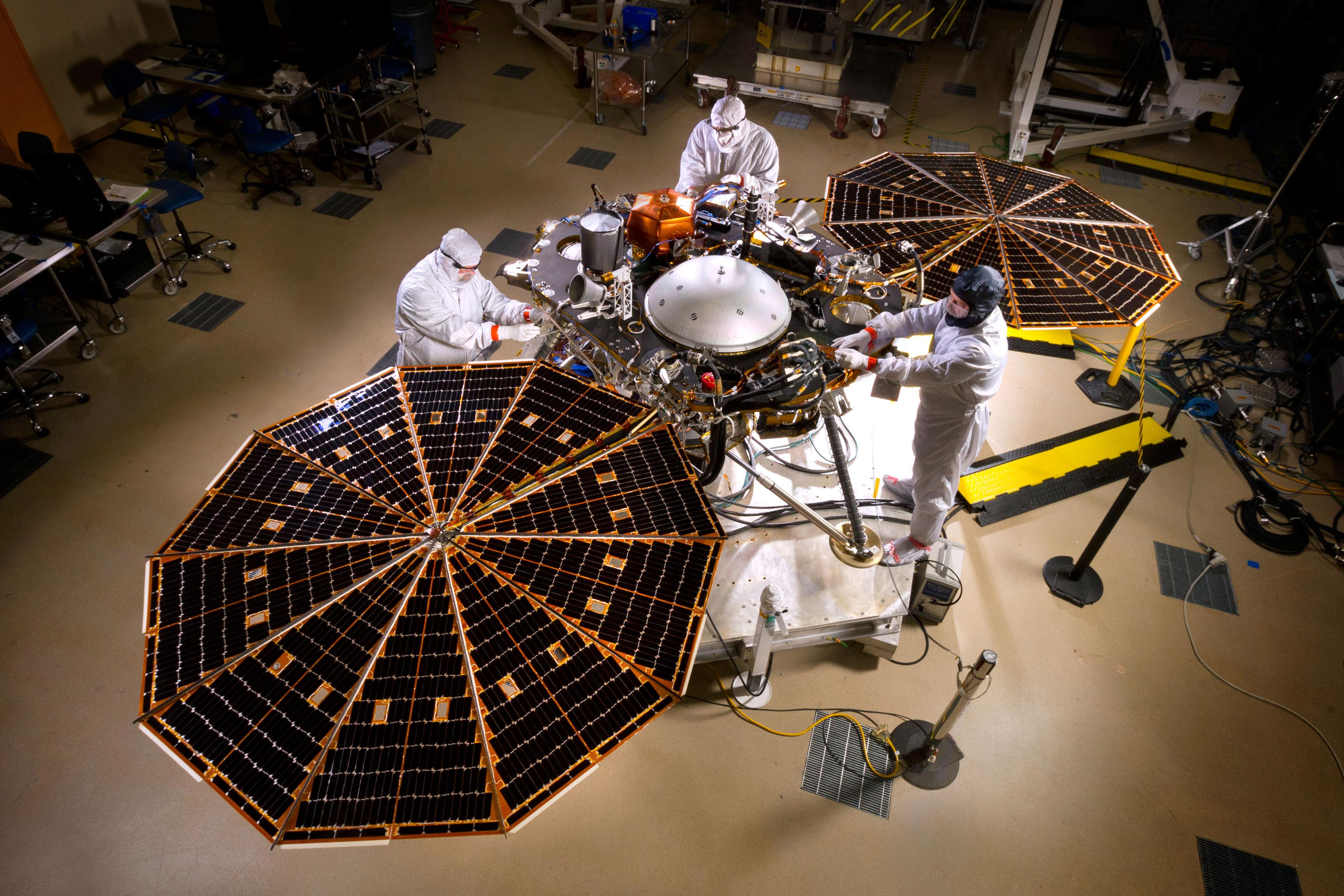
Lądownik InSight podczas testów

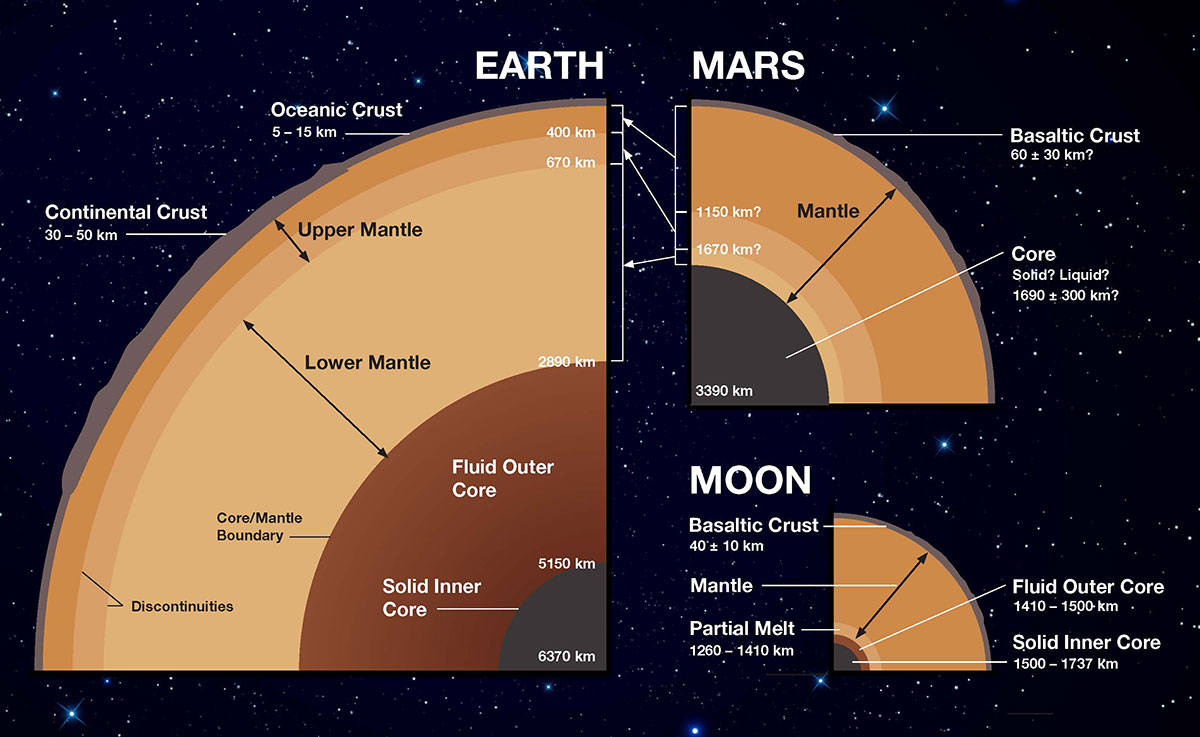
Schemat budowy wewnętrznej Ziemi (z lewej), Marsa (u góry z prawej) i Księżyca

InSight – bezzałogowy lądownik, wysłany na Marsa w ramach programu Discovery. Sonda InSight prowadziła badania geofizyczne Marsa, w szczególności sejsmologiczne. Nazwa lądownika jest akronimem, pochodzi od Interior Exploration using Seismic Investigations, Geodesy and Heat Transport („Eksploracja wnętrza przy użyciu badań sejsmicznych, geodezji i transportu ciepła”). Misja rozpoczęta 5 maja 2018 roku, początkowo planowana na dwa lata, została przedłużona. Lądownik osiadł na powierzchni Marsa 26 listopada 2018. Koszt projektu wyniósł 993 miliony dolarów.
Lądownik został wyniesiony przez rakietę United Launch Alliance Atlas V. Poza lądownikiem, rakieta wyniosła także dwa minisatelity CubeSat, które miały za zadanie śledzenie InSight. MarCO-A i MarCO-B to pierwsze satelity tego typu wysłane poza orbitę okołoziemską. Lądownik ma masę 358 kg.
Jest to pierwsza misja, której celem jest zbadanie warstw podpowierzchniowych Marsa. InSight to także pierwszy stacjonarny lądownik NASA od czasów Phoenix (2008). Jest również pierwszą misją międzyplanetarną NASA, która wystartowała z Zachodniego Wybrzeża (ze Space Launch Complex 3E w Vandenberg Air Force Base).

## Cel badań
Celem misji jest przeprowadzenie badań geofizycznych, mających dostarczyć informacji o budowie wewnętrznej Marsa, oraz jej obecnej aktywności geologicznej. Misja pozwoli lepiej zrozumieć ewolucję i powstanie Marsa, a także w ogólności planet typu ziemskiego. Sejsmometr na pokładzie lądownika pozwoli zarejestrować zdarzenia związane z aktywnością wnętrza Marsa, a także upadki meteorytów na powierzchnię planety. Urządzenie do pomiarów sejsmicznych znajdzie się na powierzchni Czerwonej Planety po raz pierwszy od czasu misji sond Viking w latach 70. XX wieku, których badania w tej dziedzinie nie były uwieńczone sukcesem.
InSight miał pozwolić na głębsze przewiercenie się przez skorupę marsjańską – na blisko 16 stóp (prawie 5 metrów).
Lądownik osiadł na wulkanicznej równinie Elysium Planitia, w pobliżu równika Marsa. Wybrany został obszar, w którym możliwy będzie zarówno pomiar fal sejsmicznych o niewielkim stopniu zakłócenia, jak również wbicie urządzenia do pomiaru strumienia ciepła.

## Konstrukcja
Lądownik został przygotowany przez Jet Propulsion Laboratory, przy współpracy uczonych z francuskiej agencji CNES i niemieckiej DLR. Mechanizm udarowy penetratora HP³ (nieoficjalnie „Kret”) został wykonany przez inżynierów z Centrum Badań Kosmicznych PAN i firmy Astronika z Polski.

## Instrumenty naukowe
- Seismic Experiment for Interior Structure (SEIS(inne języki)) – sejsmometr do pomiaru trzęsień ziemi na Marsie i innych form wewnętrznej aktywności[9].
- Heat Flow and Physical Properties Package (HP³) – próbnik do pomiaru strumienia ciepła z wnętrza planety, przeznaczony do wprowadzenia na głębokość 5 m w grunt marsjański przy pomocy wyprodukowanego w Polsce penetratora geologicznego[5].
- Rotation and Interior Structure Experiment (RISE) – przyrząd służący do pomiaru przesunięcia dopplerowskiego sygnałów między lądownikiem a Ziemią; dokładny pomiar ruchów planety pozwoli lepiej określić rozkład mas i stan skupienia materii w jej wnętrzu[10].
- Temperature and Winds for InSight (TWINS) – stacja pogodowa mierząca prędkość wiatru i temperaturę powietrza[11].

Ponadto sonda jest wyposażona w dwie kamery – jedną zamontowano na wysięgniku, a drugą na korpusie lądownika. Lądownik jest zasilany przez panele słoneczne, podobne do wykorzystywanych w misji Phoenix. Dla zmaksymalizowania czasu działania sonda osiadła w pobliżu marsjańskiego równika.

## Przygotowania i przebieg misji

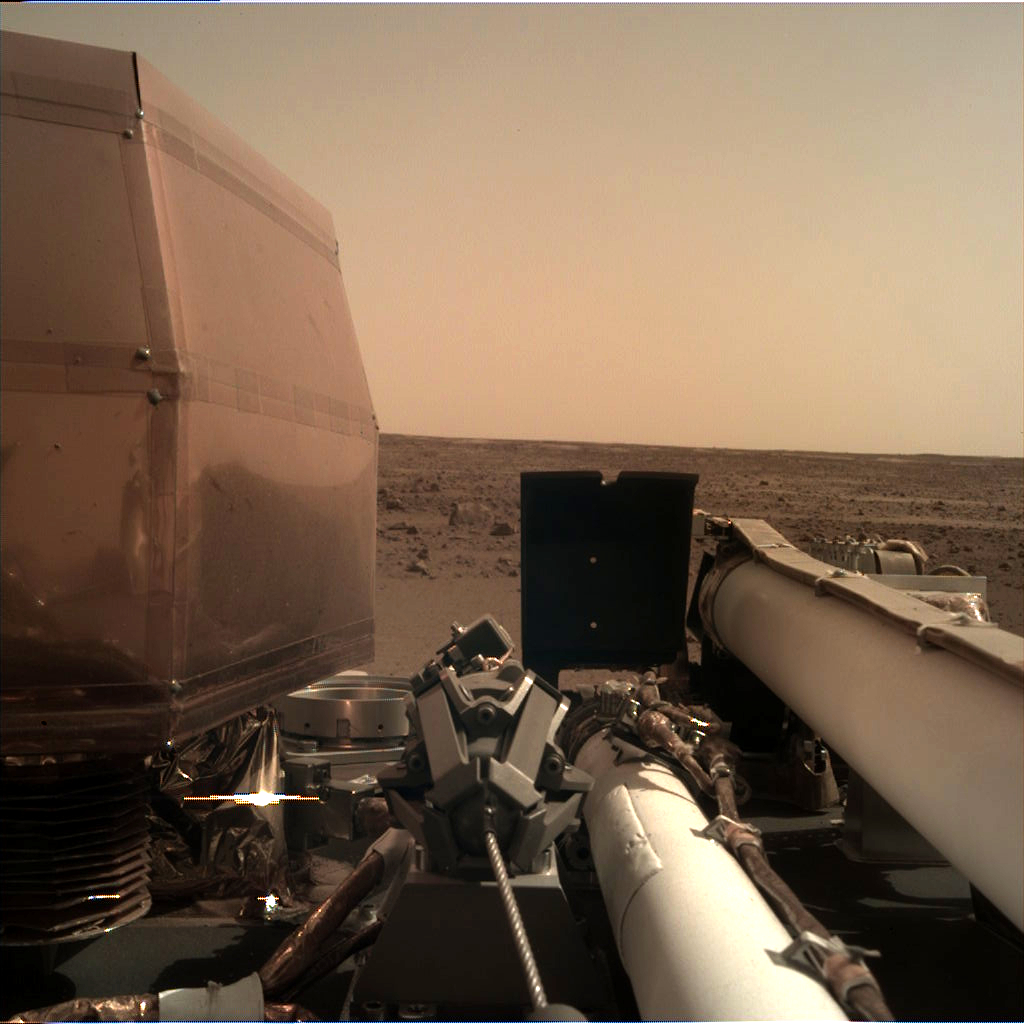
Jedno z pierwszych zdjęć Marsa wysłane z sondy (Sol 0)

Misja InSight została wybrana przez NASA 20 sierpnia 2012 roku spośród trzech kandydatur. Następujące konkurencyjne projekty zostały odłożone na dalszą przyszłość:
- TiME – Titan Mare Explorer – lądownik, który miał osiąść na jeziorze węglowodorowym Ligeia Mare na powierzchni Tytana, księżyca Saturna;
- Comet Hopper – lądownik mający możliwość przemieszczania się po powierzchni komety[15].

Start sondy był zaplanowany na marzec 2016 roku, a lądowanie na wrzesień tego samego roku, jednak w grudniu 2015 roku, z powodów technicznych, start został odwołany. Następne okno startowe na Marsa wypadło po 26 miesiącach, w 2018 roku (5 maja – 8 czerwca). Ostatecznie sonda wystartowała 5 maja 2018.
Sonda pomyślnie wylądowała na powierzchni Marsa 26 listopada 2018 o godzinie 20:54 CET. Następnie rozłożyła panele słoneczne, rozpoczęła ładowanie akumulatorów i przesłała pierwsze fotografie przedstawiające miejsce lądowania. 19 grudnia 2018 roku na marsjańskim gruncie został położony sejsmometr. W dniach 14 marca, 6 kwietnia, 10 kwietnia i 11 kwietnia 2019 r. SEIS zarejestrował wstrząsy sejsmiczne na Marsie.
7 stycznia 2022 lądownik wszedł w tryb uśpienia z powodu silnej burzy piaskowej. 10 stycznia udało się nawiązać z nim połączenie, a 19 wyszedł z uśpienia, choć instrumenty pozostały wyłączone. W ciągu kolejnych dwóch tygodni zespół inżynierów oceniał skutki burzy. Niestety, zapylenie paneli słonecznych jest na tyle duże, że ich zdolność do generowania prądu została znacznie obniżona (około 500 Wh, podczas gdy na początku misji wartość ta wynosiła mniej więcej 5000 Wh). Prawdopodobnie większość instrumentów zostanie wyłączona w maju-czerwcu, a sam lądownik przestanie działać przed końcem 2022. 11 grudnia InSight wysłała ostatnie zdjęcie z powierzchni Marsa, a 15 grudnia sonda po raz ostatni odpowiedziała na polecenia wysłane z Ziemi. Kolejne próby kontaktu zakończyły się niepowodzeniem. 21 grudnia 2022 roku NASA ogłosiła misję za zakończoną.

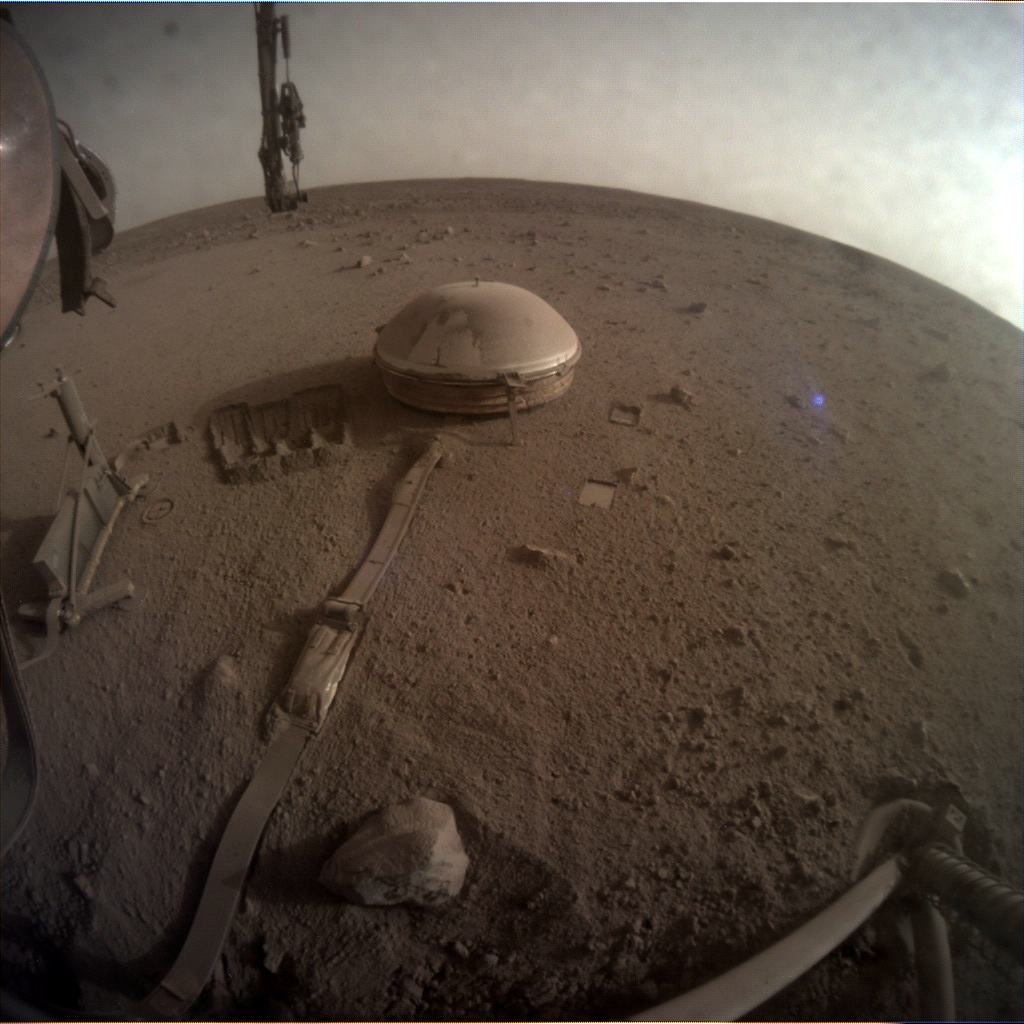
Ostatnie zdjęcie wysłane przez Sondę (Sol 1436)